# Mangonia Park (Florida)
Mangonia Park város az USA Florida államában, Palm Beach megyében. 

## Népesség
A település népességének változása: